# Ніколаєвка (село, Бугурусланський район)
Нікола́євка (рос. Николаевка) — село у складі Бугурусланського району Оренбурзької області, Росія.

## Населення
Населення — 156 осіб (2010; 179 у 2002).
Національний склад (станом на 2002 рік):
- росіяни — 84 %